# Conseil privé d'Irlande
Pour les articles homonymes, voir Conseil privé.
Le Conseil privé d'Irlande est une institution du Royaume d'Irlande jusqu'au 31 décembre 1800 et du Royaume-Uni de Grande-Bretagne et d'Irlande de 1801 à 1922. Il remplit un rôle similaire dans le gouvernement d'Irlande à celui du Conseil privé britannique au Royaume-Uni.
Un membre du Conseil privé d'Irlande, qui est roturier, est appelé l'honorable, tout comme les membres du Conseil privé britannique. Un lord du Conseil privé peut ajouter les initiales PC (Private Council) après son titre, car, en tant que pair, il a déjà le titre de « l'honorable », ou même de « le très honorable ».

## Cérémonial
Pendant la majeure partie de son existence, le conseil se réuni dans la salle du conseil du château de Dublin, où les nouveaux conseillers prêtent serment et d'où sont émis les ordres du conseil. Une pièce située au-dessus de la chapelle construite par Philip Sidney en 1567 comportait « une très longue table, meublée de tabourets des deux côtés et aux extrémités [où] siègent parfois en conseil environ 60 ou 64 conseillers privés ». Charles Ier envoya les règles de procédure du Conseil privé anglais en Irlande avec quelques ordres supplémentaires, notamment « Aucun homme ne doit parler au Conseil couvert, à l'exception de l'adjoint ». En 1655, sous le Protectorat, le conseil s'installe dans l'ancienne Custom House sur Essex Quay. Après un incendie en 1711 qui détruit sa salle et ses archives, il retourne au château de Dublin dans une nouvelle salle du conseil située au-dessus de l'arcade reliant les Upper et Lower Yards. En 1907, seuls les membres vivant près de Dublin reçoivent une convocation pour les réunions ordinaires du conseil.

## Source
- (en) Cet article est partiellement ou en totalité issu de l’article de Wikipédia en anglais intitulé « Privy Council of Ireland » (voir la liste des auteurs), édition du 13 juin 2008.